# Distrito histórico de Whatley
El Distrito Histórico de Whatley es un distrito histórico ubicado en la comunidad de Whatley, Alabama, Estados Unidos.

## Descripción
Whatley se fundó con el establecimiento de un depósito de ferrocarril en 1887, a lo largo del ferrocarril entonces recién construido entre Mobile y Selma. Fue incorporada como ciudad en 1901. El distrito histórico presenta ejemplos de Craftsman, Reina Ana y Vernáculo regional. El distrito cuenta con una extensión de 45 acres (18,2 ha) y con 17 edificios contribuyentes y un objeto. Está delimitado aproximadamente por Whatley Road desde Grove Hill hasta las vías del tren. Es parte de la presentación de propiedades múltiples del condado de Clarke y se incluyó en el Registro Nacional de Lugares Históricos el 30 de abril de 1998.